# Học viện Lục quân (Việt Nam)
Học viện Lục quân trực thuộc Bộ Quốc phòng Việt Nam là nơi chuyên đào tạo sĩ quan chỉ huy tham mưu cấp trung đoàn, sư đoàn lục quân và chiến dịch quân sự cho các binh chủng, cơ quan và đơn vị thuộc quân chủng lục quân. Học viện được thành lập ngày 7 tháng 7 năm 1946. Trụ sở chính của Học viện đóng quân tại phường Lâm Viên - Đà Lạt, tỉnh Lâm Đồng.

## Lịch sử hình thành
- Học viện Lục quân là một trong những Học viện lớn của quân đội Việt Nam, ra đời ngày 7 tháng 7 năm 1946 tại Tông, thị xã Sơn Tây, Hà Tây với tên gọi Lớp Bổ túc Cán bộ Quân sự trung cấp.
- Từ ngày thành lập và khi vào tiếp quản trường Võ bị Đà Lạt đến nay, Học viện đã 8 lần thay đổi tên gọi và 9 lần thay đổi địa điểm đóng quân khác nhau.
- Ngày 15 tháng 3 năm 1948 đổi tên thành Trường Bổ túc Quân chính trung cấp.
- Tháng 5 năm 1955 mang tên mới là Trường Bổ túc Quân sự trung cao cấp.
- Từ ngày 3 tháng 3 năm 1961 đến ngày 21 tháng 5 năm 1965 nhập với Trường Chính trị trung cao cấp thành Học viện Quân chính. Năm 1965 Học viện Quân chính lại tách thành Học viện Quân sự và Học viện Chính trị.
- Cuối năm 1975 Học viện Quân sự chuyển từ Hà Nội vào Đà Lạt, bên hồ Chiến Thắng và hồ Sương Mai (trước đây là trụ sở của Trường Võ bị Quốc gia Đà Lạt thuộc Việt Nam Cộng hòa)
- Từ ngày 16 tháng 12 năm 1981 có tên mới là Học viện Lục quân Đà Lạt
- Từ năm 2000, Học viện Lục quân lại được bổ sung thêm nhiệm vụ đào tạo Sĩ quan chỉ huy - Tham mưu cao cấp binh chủng hợp thành cấp Sư đoàn, tỉnh (thành) có trình độ đại học, đào tạo các nhà nghiên cứu khoa học quân sự có trình độ thạc sĩ, tiến sĩ cho toàn quân.

## Nhân sự và cơ sở vật chất
Học viện Lục quân là nơi có khuôn viên khang trang, cơ sở vật chất hiện đại, đội ngũ cán bộ, giảng viên mạnh, hầu hết đã qua thực tế, được đào tạo cơ bản ở các nhà trường trong và ngoài nước, nhiều người có học hàm, học vị (Giáo sư, Phó giáo sư, Tiến sĩ, Thạc sĩ), có 02 người được nhà nước phong tặng danh hiệu Nhà giáo Nhân dân là Thiếu tướng Huỳnh Nghĩ và Thiếu tướng Nguyễn Đức Quý; 12 người được Nhà nước phong tặng danh hiệu "Nhà giáo ưu tú". Năm 2008, đội ngũ cán bộ có trình độ sau đại học của học viện là 236/493 người, chiếm 47,65%, trong đó có gồm 54 Tiến sĩ.

## Chức năng, nhiệm vụ
- Đào tạo sĩ quan chỉ huy tham mưu chiến thuật cấp trung đoàn, sư đoàn, chiến dịch cho tất cả các binh chủng thuộc Quân chủng Lục quân; đào tạo Sĩ quan chỉ huy - Tham mưu cao cấp binh chủng hợp thành cấp Sư đoàn, tỉnh (thành) có trình độ đại học, đào tạo các nhà nghiên cứu khoa học quân sự có trình độ thạc sĩ, tiến sĩ cho toàn quân..
- Nghiên cứu khoa học nghệ thuật Quân sự Lục quân.
- Đào tạo các cử nhân khoa học quân sự, góp phần vào công việc đại học hóa sĩ quan lục quân và từng bước cao học hóa đội ngũ giáo viên quân sự các Học viện, nhà trường toàn quân.

## Tên gọi qua các thời kỳ
- 1946-1948, Lớp Bổ túc Cán bộ Quân sự trung cấp, khai giảng ngày 7 tháng 7 năm 1946
- 1948-1951, Trường Bổ túc cán bộ Quân sự trung cấp
- 1948-1951, Trường Bổ túc Quân chính trung cấp
- 1951-1954, Trường Bổ túc Quân chính trong nước và nước ngoài
- 1955-1961, Trường Bổ túc Quân sự trung cao cấp
- 1961-1965, sáp nhập với Trường Chính trị trung cao cấp thành Học viện Quân chính
- 1965-1981, Tách Học viện Quân chính thành Học viện Quân sự và Học viện Chính trị
- 1981-nay, Học viện Lục quân

## Lãnh đạo hiện nay
- Giám đốc: Trung tướng Đỗ Minh Xương, Phó Bí thư Đảng ủy
- Chính ủy: Thiếu tướng Trần Danh Khải, Bí thư Đảng ủy
- Phó Giám đốcː Thiếu tướng Tống Phú
- Phó Giám đốcː Thiếu tướng Đỗ Anh Tuấn
- Phó Chính ủy: Đại tá Nguyễn Thanh Phong

## Tổ chức Đảng

### Tổ chức chung
Năm 2006, thực hiện chế độ Chính ủy, Chính trị viên trong Quân đội. Theo đó Đảng bộ trong Học viện Lục quân bao gồm:
- Đảng bộ Học viện Lục quân là cao nhất.
- Đảng bộ các Hệ quản lý học viên trực thuộc Học viện Lục quân.
- Đảng bộ các đơn vị cơ sở thuộc các Hệ quản lý
- Chi bộ thuộc các Phòng, Ban, Khoa đào tạo, các đơn vị cơ sở.

### Đảng ủy Học viện

#### Ban Thường vụ
1. Bí thư: Chính ủy Học viện Lục quân
2. Phó Bí thư: Giám đốc Học viện Lục quân
3. Ủy viên Thường vụ: Phó Chính ủy Học viện Lục quân
4. Ủy viên Thường vụ: Phó Giám đốc Học viện Lục quân
5. Ủy viên Thường vụ: Phó Giám đốc Học viện Lục quân

#### Ban Chấp hành Đảng bộ
1. Đảng ủy viên: Phó Giám đốc Học viện Lục quân
2. Đảng ủy viên: Phó Giám đốc Học viện Lục quân
3. Đảng ủy viên: Chủ nhiệm Chính trị
4. Đảng ủy viên: Trưởng phòng Đào tạo
5. Đảng ủy viên: Chủ nhiệm khoa CTĐ, CTCT
6. Đảng ủy viên: Phó Chủ nhiệm khoa Mác-Lênin, Tư tưởng Hồ Chí Minh
7. Đảng ủy viên: Chủ nhiệm khoa Chiến thuật
8. Đảng ủy viên: Chủ nhiệm khoa Chiến dịch
9. Đảng ủy viên: Chủ nhiệm khoa quân sự địa phương
10. Đảng ủy viên: Chánh văn phòng
11. Đảng ủy viên: Phó Chủ nhiệm UBKT/ĐUHV
12. Đảng ủy viên: Hệ trưởng Hệ đào tạo trung sư đoàn

## Tổ chức chính quyền

### Cơ quan trực thuộc
- Văn phòng
- Phòng Đào tạo
- Phòng Chính trị
- Phòng Sau đại học
- Phòng Khoa học quân sự
- Phòng Thông tin Khoa học quân sự
- Phòng Hậu cần - Kỹ thuật
- Ban Tài chính
- Ban Khảo thí và Đảm bảo chất lượng giáo dục - đào tạo
- Ban Thanh tra Học viện
- Ủy ban kiểm tra Đảng ủy Học viện
- Trung tâm Huấn luyện dã ngoại

### Các khoa đào tạo
- Khoa Chiến thuật.
- Khoa Chiến dịch.
- Khoa Chỉ huy - Tham mưu.
- Khoa Mác - Lê-nin và Tư tưởng Hồ Chí Minh.
- Khoa Công tác Đảng, Công tác chính trị
- Khoa Quân sự địa phương.
- Khoa Tăng - Thiết giáp.
- Khoa Pháo binh.
- Khoa Thông tin.
- Khoa Công binh.
- Khoa Trinh sát.
- Khoa Hoá học.
- Khoa Quân chủng
- Khoa Quân sự chung.
- Khoa Sư phạm quân sự.
- Khoa Hậu cần - Kỹ thuật.
- Khoa Tin học - Ngoại ngữ.
- Khoa Đặc công

### Các đơn vị quản lý học viên
- Hệ 1 (Đào tạo cấp Trung đoàn và chỉ huy trưởng Ban Chỉ huy phòng thủ khu vực)
- Hệ 2 (Đào tạo Sau đại học)
- Hệ 3 (Đào tạo ngắn hạn)
- Hệ 4 (Quốc tế)

### Doanh nghiệp
- Đoàn an điều dưỡng 198 - Địa chỉ: Số 2, đường Lữ Gia, phường Lâm Viên - Đà Lạt, tỉnh Lâm Đồng.
- Khách sạn - Địa chỉ: Số 36, đường Trần Phú, phường Nha Trang, tỉnh Khánh Hoà.
- Trạm khách Gò Vấp - Địa chỉ: Số 93, đường Lê Đức Thọ, phường Gò Vấp, Thành phố Hồ Chí Minh.

## Thành tích và tặng thưởng
- Hơn 60 năm qua (1946-2008), Học viện đã đào tạo và bổ túc được hơn 190 khóa học cho hơn 36.000 cán bộ chỉ huy cho Quân đội Việt Nam và hai nước Lào, Campuchia, giới thiệu kinh nghiệm cho 42 đoàn đại biểu quân sự của 19 nước và phong trào giải phóng dân tộc thuộc các châu: Âu, Á, Phi, Mỹ La-tinh..... Nhiều đồng chí phát huy tốt phẩm chất trí tuệ, và đã trở thành tướng lĩnh, cán bộ cao cấp của Quân đội nhân dân Việt Nam, Đảng và Nhà nước Cộng hòa XHCN Việt Nam.[2]
- Huân chương Sao vàng (2011)
- Danh hiệu Anh hùng Lực lượng Vũ trang nhân dân (2001)
- Huân chương Hồ Chí Minh (1985)
- 01 Huân chương Quân công Hạng nhất (1976)
- 01 Huân chương Quân công Hạng nhì (1983)
- 02 Huân chương Chiến công Hạng nhất (1962,1984) được Nhà nước Cộng hòa Dân chủ nhân dân Lào tặng.

## Hiệu trưởng, Giám đốc, Viện trưởng qua các thời kỳ

### Trường Bổ túc Quân chính
- 7.1946-12.1946, Trần Hưng Nghĩa
- 7.1947-12.1947, Hoàng Văn Thái
- 12.1947-2.1948, Hoàng Văn Điền
- 3.1948-5.1948, Cao Xuân Hổ
- 5.1948-2.1949, Lê Thiết Hùng, Thiếu tướng
- 2.1949-5.1949, Đào Chính Nam
- 5.1949-12.1949, Hoàng Văn Thái, Thiếu tướng
- 12.1949-3.1950, Cao Xuân Hổ
- 3.1950-12.1954, Lê Thiết Hùng, Thiếu tướng
- 12.1954-3.1961, Hoàng Minh Thảo, Thiếu tướng

### Học viện Quân chính
- 3.1961-5.1964, Trần Văn Trà, Trung tướng
- 5.1964-1.1965, Vương Thừa Vũ, Thiếu tướng

### Học viện Quân sự
- 1.1965-6.1966, Hoàng Minh Thảo, Thiếu tướng
- 5.1966-5.1976, Vương Thừa Vũ, Trung tướng
- 5.1976-3.1977, Hoàng Minh Thảo, Trung tướng
- 3.1977-1981, Vũ Lăng, Thượng tướng

### Học viện Lục quân
- 1981-1988, Vũ Lăng, Thượng tướng
- 1988-1991, Nguyễn Hữu An, Thượng tướng
- 1991-1995, Khiếu Anh Lân, Trung tướng
- 1995-2000, Lê An, Trung tướng
- 2000-2008, Đào Văn Lợi, Trung tướng
- 2008-2011, Nguyễn Đức Xê, Trung tướng
- 2011-2014, Trần Xuân Ninh, Trung tướng (2014)[3]
- 2014-2021, Hoàng Văn Minh, Trung tướng (2012), nguyên Phó Giám đốc Học viện Lục quân[3][4]
- 12/2021 đến nay: Thiếu tướng Đỗ Minh Xương

## Chính ủy qua các thời kỳ
- 7.1946 – 8.1948, Hoàng Điền, Thiếu tướng (1983)
- 9.1946 – 11.1946, Lê Hiền Mai
- 8.1947 và 9.1948 – 6.1950, Trần Tử Bình
- 3.1948 – 6.1948, Hoàng Mười
- 7.1948 – 9.1948, Phan Phúc Tường
- 8.1952 – 6.1953, Ngô Văn Tấn
- 5.1955 – 1958, Hoàng Phương
- 3.1961 – 12.1964, Lê Chương
- 1.1965 – 5.1965, Nguyễn Xuân Hoàng, Thiếu tướng (1974), Trung tướng (1986)
- 1965 – 4.1969, Đoàn Quang Thìn
- 5.1969 – 10.1971, Tạ Xuân Thu, Thiếu tướng
- 1.1974 – 6.1976, Nguyễn Quyết, Thiếu tướng (1974), Trung tướng (1980), Thượng tướng (1986), Đại tướng (1990)
- 9.1976 – 12.1977, Nguyễn Văn Thanh, Thiếu tướng (1974), sau là Bí thư Ban Cán sự Đảng ngoài nước
- 1978 – 1979, Nguyễn Nam Thắng, Thiếu tướng
- 1979 – 1983, Nguyễn Văn Tòng, Thiếu tướng
- 1985 – 1988, Đặng Hồng Thanh, Thiếu tướng
- 1988 – 1991, Dương Minh Ngọ, Thiếu tướng
- 1991 – 1997, Nguyễn Văn Thái, Trung tướng (1994), Phó Giám đốc về Chính trị
- 1997 – 2005, Lê Ngọc Sanh, Thiếu tướng (2000)
- 2005 – 2009, Lê Văn Bảy, Thiếu tướng (2006)
- 2009 – 2014, Trần Xuân Bảng, Trung tướng (2012)[3]
- 2014 – 2018, Lê Anh Thơ, Trung tướng (2016), nguyên Phó Chính ủy Quân khu 5[3]
- 2018 – 2022, Lê Quang Xuân, Trung tướng (2021), nguyên Chính ủy Quân đoàn 3
- 8.2022 – 10.2023, Trung tướng Đỗ Văn Bảnh (2020), nguyên Phó Chính ủy Quân khu 7, hiện là Bí thư Đảng ủy, Chính ủy Học viện Quốc phòng.

## Phó Giám đốc qua các thời kỳ
- 7.1947-11.1947, Phan Tử Lăng
- 12.1954-12.1955, Đào Chính Nam
- 1953-1954, Nguyễn Hải, Thiếu tướng
- 1954-1955, Hoàng Minh Thảo, sau là Thượng tướng
- 1961-1964, Hoàng Minh Thảo, sau là Thượng tướng
- 1964-1967, Vũ Yên, Thiếu tướng
- 1965-1968, Đỗ Trình, Trung tướng
- 1966-1969, Trần Minh Vân, Trung tướng
- 1968-1968, Nguyễn Văn Hiếu, Đại tá
- 1969-1977, Nguyễn Như Thiết, Thiếu tướng
- 1974-1977, Vũ Nam Long, Trung tướng
- 1978-1984, Trần Văn Trân, Thiếu tướng (1985)
- 1980-1982, Nguyễn Hiền Tràng, Đại tá
- 1982-1986, Hoàng Lê, Thiếu tướng
- 1983-1987, Trần Bá Khuê, Thiếu tướng
- 1987-1995, Lê Thành Văn, Trung tướng
- 1991-1997, Huỳnh Nghĩ, Thiếu tướng (1994)
- 1994-1995, Lê An, Trung tướng
- 1996-2007, Nguyễn Đức Quý (sinh 1947), Thiếu tướng (2003)
- 1998-2009, Trịnh Văn Noi, Thiếu tướng
- 2008-2008, Hà Văn Cuông, Thiếu tướng (2007)[5]
- 2000-2009, Nguyễn Hữu Mão, Thiếu tướng[6][7]
- 2008-2010, Nguyễn Xuân Sương, Thiếu tướng
- 2009-2014, Dương Kim Hồng, Thiếu tướng
- 2009-2015, Nguyễn Đôn Tuân, Thiếu tướng, Trung tướng (2014), Cục trưởng Cục Khoa học Quân sự (2015)
- 2010-2011, Trần Xuân Ninh, Thiếu tướng
- 2011-2017, Nguyễn Đình Bình, Thiếu tướng[8]
- 2012-2014, Hoàng Văn Minh, Thiếu tướng (2012), sau giữ chức Giám đốc Học viện Lục quân (2015)
- 2014-2017, Nguyễn Ngọc Cả, Thiếu tướng (2016)[9], nguyên Sư đoàn trưởng Sư đoàn 315
- 2014-2020, Trần Khắc Đào, Thiếu tướng
- 2014-2020, Nguyễn Khắc Đức, Thiếu tướng
- 2017-2022, Trần Quốc Thái, Thiếu tướng, nguyên Phó tư lệnh - Tham mưu trưởng Quân đoàn 3
- 2017-2023, Trần Văn Thành, Thiếu tướng (2018)
- 2022-nay, Tống Phú, Thiếu tướng, nguyên tham mưu phó Quân khu 5
- 2022-2023, Nguyễn Công Sơn, Thiếu tướng (2023)
- 2023-nay,  Đỗ Anh Tuấn

## Phó Chính ủy qua các thời kỳ
- 1965-1971, Đoàn Quang Thìn, Thiếu tướng
- 1969-1969, Nguyễn Kiện, Thiếu tướng
- 1969-1974, Trương Công Cẩn, Thiếu tướng
- 2006-2008, Nguyễn Xuân Sương, Thiếu tướng (2007)
- 2008-2009, Trần Xuân Bảng, Thiếu tướng, sau là Trung tướng Chính ủy Học viện Lục quân
- 2009-2016, Trần Văn Bộ, Thiếu tướng (2010)[10]
- 2011-2016, Nguyễn Đức Cường, Thiếu tướng (2010)[11], nguyên Chính ủy Binh chủng Tăng-Thiết giáp.
- 2016- 2023, Đậu Văn Nậm, Thiếu tướng (2017)
- 2023-nay, Nguyễn Công Sơn, nguyên Phó giám đốc Học viện Lục quân